# Dima arndti
Dima arndti (лат.) — вид жуков-щелкунов (Elateridae) из подсемейства Dendrometrinae.

## Распространение
Встречается в Южной Европе: Греция (Peloponnese, Langada Pass, Taygetos Mts.).

## Описание
Взрослый жук имеет длину от 11,8 до 14,3 мм и ширину около 5 мм. Основная окраска тела коричневая. Сходен с видом Dima parnonensis  Schimmel & Platia, 2008, но имеет менее блестящее тело, более широкую переднеспинку и угловатыми её задними углами.